# Game Over (bài hát của Martin Garrix và Loopers)
"Game Over" là một bài hát của DJ người Hà Lan Martin Garrix và Loopers. Nó được ra vào ngày 20 tháng 4 năm 2018, thông qua hãng thua âm của Garrix là STMPD RCRDS.

## Bối cảnh
Bao gồm một đoạn drop nhẹ, "Game Over" lần đầu tiên được biẻu diễn lần đầu tiên tại Tomorrowland Music Festival 2017. Garrix đã thông báo phát hành thông qua các trang mạng xã hội của anh.

## Bảng xếp hạng
| Bảng xếp hạng (2018)                          | Vị trí cao nhất |
| --------------------------------------------- | --------------- |
| Hoa Kỳ Hot Dance/Electronic Songs (Billboard) | 44              |